# 里德鎮區 (伊利諾伊州威爾縣)
里德鎮區（英語：Reed Township）是位於美國伊利諾伊州威爾縣的一個行政鎮區。

## 地方資料
根據2010年美國人口普查的數據，里德鎮區的面積為46.70平方千米，當中陸地面積為44.70平方千米，而水域面積為2.00平方千米。當地共有人口6976人，而人口密度為每平方千米149.38人。